# Агнесса Вюртембергская (1592—1629)
Агнесса Вюртембергская (нем. Agnes von Württemberg; 1592 — 1629) — принцесса Вюртембергская, в замужестве принцесса Саксен-Лауэнбургская.

## Биография
Агнесса — третья дочь герцога Фридриха I Вюртембергского и Сибиллы Ангальтской, дочери князя Иоахима Эрнста Ангальтского.
14 мая 1620 года Агнесса вышла замуж за принца Франца Юлия Саксен-Лауэнбургского, представителя династии Асканиев, сына герцога Франца II и его второй супруги Марии Брауншвейг-Вольфенбюттельской. У супругов родилось семеро детей, которые умерли в раннем детском возрасте:
- Франциска Мария (1621)
- Мария Сибилла (1622—1623)
- Франц Фридрих (1623—1625)
- Франц Юлий (1624—1625)
- Иоганна Юлиана (1626)
- Фердинанд Франц (1628—1629)
- Франц Людвиг (1629)